# Abrir puertas y ventanas
Abrir puertas y ventanas is een Argentijns-Zwitserse dramafilm uit 2011 onder regie van Milagros Mumenthaler. Ze won met deze film de Gouden Luipaard op het filmfestival van Locarno.

## Verhaal
Marina, Sofía en Violeta zijn drie zussen die bij hun grootmoeder in Buenos Aires zijn opgegroeid. Wanneer ze sterft, moeten de zussen leren om op eigen benen te staan. Voor Marina en Sofía worden de zaak nog ingewikkelder, wanneer Violeta samen gaat wonen met een geheimzinnige muzikant.

## Rolverdeling
- María Canale: Martina
- Martina Juncadella: Sofía
- Ailín Salas: Violeta
- Julián Tello: Francisco

## Prijzen en nominaties
Een selectie:
| Jaar | Evenement                    | Categorie                           | Genomineerde             | Resultaat |
| ---- | ---------------------------- | ----------------------------------- | ------------------------ | --------- |
| 2011 | Mar del Plata (26ste editie) | Gouden Ástor voor beste film        | Abrir puertas y ventanas | Gewonnen  |
| 2011 | Mar del Plata (26ste editie) | Zilveren Ástor voor beste regisseur | Milagros Mumenthaler     | Gewonnen  |